# Roger Cousinet
Roger Cousinet (Arcueil, 30 de noviembre de 1881-París, 5 de abril de 1973) fue un educador y pedagogo francés, pionero en el desarrollo de la educación progresista en Francia.

## Biografía
Nació en 1881 en el seno de una familia de clase media. Tras el bachillerato, Cousinet se preparó durante tres años para ingresar en la Escuela Normal Superior; al no lograr su admisión, se matriculó en la Sorbona donde obtuvo en 1903 un Grado en letras y un diploma que lo habilitaba para ejercer la docencia en la educación primaria.
Decidió trabajar para la Inspección de escuelas, y su interés se centró en la observación de los niños —sobre todo su comportamiento en libertad, durante el juego y en sus interacciones con otros niños—. Su primera área de estudio fue la psicología infantil, especialmente la rama de psicología social. En esa época trabajó con Émile Durkheim en su tesis La vie sociale des enfants («La vida social de los niños»), inconclusa. También colaboró con Alfred Binet, quien estaba ideando sus tests de inteligencia y sus teorías de enseñanza experimental. Fue nombrado editor de la publicación L'educateur moderne, donde escribió sobre Maria Montessori y reseñó los trabajos de John Dewey y Stanley Hall. En 1910 fue nombrado inspector de primaria, responsable de supervisar alrededor de cien colegios públicos.    
Después del paréntesis de la Primera Guerra Mundial —fue llamado a filas en 1914— continuó su labor como inspector de educación, destinado sucesivamente en los departamentos de Aube, Ardenas y Sena y Oise. En 1920 comenzó a aplicar de modo experimental su método de trabajo libre por grupos (trabajo en equipo); la libertad que concedía a los alumnos no fue bien vista por el prefecto del departamento de Aube, quien solicitó su cese al Ministerio. Fue trasladado al departamento de Ardenas, donde prosiguió su labor pionera. Cousinet, siguiendo a Tolstói, proponía a los niños que escribieran acerca de temas de su elección y desde 1920 hasta 1928 publicó una selección de estos relatos infantiles en L'oiseau bleu («El pájaro azul»), lo que no fue bien visto por el Ministerio de Educación.
Cousinet tomó parte activa en los congresos de la Liga Internacional de la Educación Nueva. Lideró el movimiento de la Escuela Nueva en Francia, que contó con un boletín informativo editado entre 1921 y 1939 (La Nouvelle Éducation) y congregó a educadores reformistas de diversos países en sus congresos anuales.
En 1944 Cousinet finalizó su carrera profesional como inspector, y comenzó a impartir clases de educación en la Sorbona —puesto que ocuparía hasta 1959—. Un año más tarde fundó, junto a François Chatelain, la asociación École nouvelle française (Nueva Escuela Francesa) y, al año siguiente, la Escuela nueva de La Source en la comuna de Meudon. Desde entonces se dedicó de lleno a escribir libros que le atraerían fama internacional. En 1963 fundó, con Louis Raillon, una nueva publicación —Éducation et developpement—, y solo dejaría de escribir tras perder la vista poco antes de morir en 1973.

## El método de trabajo libre en grupos
Los primeros estudios de Cousinet se centraron en la vida social de los niños. Para él, la interacción social juega un papel fundamental en la construcción del pensamiento del niño, idea que ya plasmó en su trabajo de 1907 "Le rôle de l’analogie dans la perception enfantine". Por tanto, la escuela debe apoyarse en esta vida social para organizar el aprendizaje, en lugar de agotarla y restringirla.
Así pues, desarrolló un método en el que los niños pueden elegir libremente entre diferentes actividades preparadas para ellos y organizarse en grupos para realizarlas. Estas actividades se dividen en:
- Actividades creativas, como trabajos manuales (manualidades, jardinería, ganadería) o creación «espiritual» (dibujo, pintura, música, redacción libre, poesía); insertando la aritmética en este nivel como medida de la acción.
- Actividades de conocimiento sobre animales, plantas, minerales, fenómenos físicos o químicos, historia y geografía.

Estas actividades de conocimiento consisten, en primer lugar, en trabajos de observación sobre un tema científico, histórico o geográfico. El grupo observa, experimenta, anota sus observaciones en el «cuaderno del grupo» y escribe una hoja de observación colectiva. Según escribió Cousinet en 1931, «el niño es un ser científicamente activo».
El papel del maestro ya no se entiende como transmisor, juez o autoridad soberana, sino como colaborador y ayuda ocasional, atendiendo siempre a la psicología y al desarrollo particular de cada niño.
Al introducir dicho método en las escuelas convencionales, el resultado fue que el número de niños que consiguieron su certificado de estudios se incrementó de forma consistente, y sus notas fueron siempre muy altas en ciencias y redacción en francés, así como también se experimentó una considerable mejora en gramática. Aunque, según el sistema de Roger Cousinet, «el mayor beneficio que obtienen los niños de esta escolarización es sin duda haber aprendido muchas cosas, pero sobre todo es haber aprendido a aprender».

## Selección de obras
- Une méthode de travail libre par groupes. París, Éditions du Cerf, 1945. 3.ª ed., 1967.
- La vie sociale des enfants: essai de sociologie enfantine. París, Éditions du Scarabée, 1950.
- L’Education nouvelle. Neuchâtel-París, Delachaux & Niestlé, 1950.
- L’enseignement de la grammaire. Neuchâtel-Paris, Delachaux & Niestlé, 1952.
- La formation de l’éducateur. París, Presses universitaires de France, 1952.
- La culture intellectuelle. Paris, Presses d’Ile de France, 1954.
- Pédagogie de l’apprentissage. Paris, Presses universitaires de France, 1959.
- Fais ce que je te dis: conseils aux mères de famille. 2.ª ed. París, Scarabéé, 1961.

### Sobre Roger Cousinet
- Broccolini, G. Cousinet pedagogista della libertà. Roma, Armando Armando, 1968.
- Coen, R. Cousinet e la scuola como tirocinio di vita. Florencia, La Nuova Italia, 1952.
- Ferraro, D. Cousinet e l’educazione nuova. Bolonia, Leornardi, 1972.
- Raillon, L. Roger Cousinet: une pédagogie de la liberté. París, Armand Colin, 1991.